# Российское вмешательство в вооружённый конфликт на востоке Украины
1. перенаправление Участие России в войне в Донбассе (2014—2022)